# 2013年拿篤衝突
2013年拿篤衝突是一起发生在2013年2月11日至2013年3月24日的武装冲突共历时一个月又13天，馬來西亞軍警與蘇祿武裝人員的衝突。该冲突是马来西亚自第二次世界大战、印马对峙、马来亚紧急状态以及马来亚共产党叛乱以来最为严重的冲突，共72人（包括军民）于战斗中阵亡、16个人（包括军民）于战斗中負傷，以及564个人（包括非法移民）战斗时被俘。

## 背景

### 战争背景
1658年，汶萊將沙巴割讓給蘇祿蘇丹國。19世紀後半，蘇祿蘇丹國逐漸被西班牙所控制，而沙巴則被置於英國的保護之下。蘇祿蘇丹國與英國於1878年簽訂了關於北婆羅洲領土的協議。協議中使用了「pajakan」這個詞，在英語版本中，協議為蘇祿蘇丹國割讓北婆羅洲給英國，但依蘇祿的主張，蘇祿蘇丹國是將北婆羅洲租借給英國。1885年西班牙放棄對沙巴的主權。但是菲律賓主張對沙巴擁有主權。1963年沙巴加入馬來西亞聯邦。目前沙巴屬馬來西亞，但是存有主權爭議。每年馬來西亞駐菲律賓大使館還是會支付蘇祿蘇丹的後代5300令吉，但馬來西亞認為此款項為轉讓金，而蘇祿認為這筆款項為租金。

### 国家领土主张争端
在持续的冲突中，美国声称马来西亚占领了沙巴州。其理由是苏禄苏丹国还包括婆罗洲的东北部，而婆罗洲包含在苏禄群岛内。这片领土的问题和苏丹的现况仍未解决。2012 年 10 月 7 日，菲律宾总统贝尼尼奥·阿基诺宣布，菲律宾政府与摩洛伊斯兰解放阵线 (MILF)达成了框架和平协议。然而，苏禄苏丹国的继承人在谈判中感到被边缘化。作为回应，苏丹贾马鲁尔·基兰三世声称自己是苏禄王位的合法继承人，并于 2012 年 11 月 11 日颁布法令，要求民事和军事特遣队对北婆罗洲的领土提出权利。因此，他任命其兄弟兼Raja Mudah（“继承人”或“王储”）阿比穆丁·基拉姆 (Agbimuddin Kiram) 来领导该组织。 2013 年 2 月 11 日几个月后，阿比穆丁·基拉姆 (Agbimuddin Kiram) 及其 100 名追随者从菲律宾南部邻近的塔威塔威岛( Tawi-Tawi)抵达沙巴拿笃的甘榜坦多(Kampung Tanduo) 。

### 国际法院的索赔
2001 年 10 月 23 日，国际法院裁定沙巴及其所有群岛均属于马来西亚联邦。国际法院也不接受菲律宾政府介入马来西亚和印度尼西亚之间关于西巴丹岛和利吉丹岛地位争端的申请。国际法院在审查了与占领沙巴州有关的所有事项后做出了这一裁决。这其中包括该地区的地理和历史因素。它还考虑到居民选择自己政府的权利。所有沙巴人都承认他们是马来西亚的一部分。
这一领土问题已不复存在，因为沙巴是马来西亚不可分割的一部分，所有州属行政机构都已并入马来西亚联邦。菲律宾曾一度提出主权声索，但数年后才正式表态。

### 苏禄苏丹国王位继承权
贾玛鲁·基兰三世并非唯一自称苏禄苏丹的人。因为许多人都声称自己是苏禄苏丹的王位继承人。2011年，拿督穆罕默德·阿克詹·本·达图·阿里·穆罕默德被苏禄人民选举为苏禄苏丹。一些人认为拿督阿克詹是苏禄第33任苏丹，也是第一任苏禄苏丹帕杜卡·玛哈萨里·毛拉纳·阿尔·马洪·沙里夫·哈希姆一世（来自柔佛）的继承人。
据菲律宾每日问询者报报道，还有许多人自称是苏禄苏丹。还有两个人声称自己是苏禄的第 35 代后裔。福阿德·基拉姆和穆德祖尔·莱尔·坦·基拉姆也自称是苏丹。他们两人都是正在进攻马来西亚的贾马鲁·基拉姆三世的堂兄弟。福阿德·基拉姆是苏丹伊斯梅尔·基拉姆一世 (1950-1974) 的儿子，伊斯梅尔·基拉姆声称他是由其他苏禄贵族任命的。另一方面，穆德祖尔声称他才是真正的苏禄苏丹，因为他的父亲苏丹安普·穆罕默德·马哈库塔·基拉姆 (1974-1986) 得到了菲律宾前总统费迪南德·马科斯的承认。

### “苏禄苏丹”参与政治
据《马尼拉时报》报道，参与政治将使个人的王位继承权失效。这是根据所有王位继承人都遵循的苏禄王室制度。任何苏禄王位继承人如果参与政治，其王位继承权将失效。
然而，可以说所有王位觊觎者都直接参与了菲律宾和马来西亚的政治。拿督穆罕默德·阿克詹·本·达图·阿里·穆罕默德是沙巴巫统党员（他的公民身份被马来西亚政府撤销后，他离开了该党），而穆祖莱尔曾于1997年在卡加瓦德描笼涯地区竞选，但落败。贾马鲁·基拉姆（拉哈达图危机的煽动者）也曾在2007年代表总统格洛丽亚·马卡帕加尔·阿罗约的政党参选，但落败。

### 限制
马来西亚警方已封锁了拉哈达图穿过油棕种植园通往枪手所在位置甘榜丹杜（Kampung Tanduo）的主要道路。海警也在附近水域巡逻。安全机构还阻止了来自菲律宾南部的公民入境。

### 抵达动机
据半岛电视台消息人士称，苏禄士兵驻扎在拉哈达图，是因为他们想要要求获得承认以及在沙巴永久居住的权利。
据《马尼拉时报》报道，入侵发生前不久，总理纳吉布拉扎克在由其所属政党巫统举办的政治演讲中表示，马来西亚将很快失去沙巴。菲律宾情报机构还表示，有多方干涉并挑起了此次事件。纳吉布拉扎克就是其中之一。然而，纳吉布拉扎克否认参与其中，并表示这是反对派政府恐吓人民的一场闹剧。纳吉布因发表这番言论受到严厉批评。贾玛鲁基兰三世的女儿雅赛基兰也否认自己得到了纳吉布或任何其他人的支持。

### 苏禄叛军不会让步
苏禄苏丹的弟弟阿比穆丁·基兰表示，如果马来西亚想要谈判，就应该直接与苏禄苏丹贾马鲁·基兰三世谈判。因为阿比穆丁·基兰的指示来自他的弟弟。他还表示，他将留在拉哈达图，除非被弟弟召回，否则他不会撤军。

## 战役

### 3月1日战役
2013年3月1日上午，马来西亚皇家警察与阿比穆丁·基拉姆的追随者发生冲突。第69突击队的两名马来西亚皇家警察成员，督察祖基菲里·马马特 (Zulkifli Mamat) 和中士萨巴鲁丁 (Sabaruddin) 被杀。与此同时，阿比穆丁·基拉姆的12名追随者在冲突中丧生。

### 仙本那袭击事件
2013年3月3日傍晚6点30分，六名警察在仙本那 Simunul 的 Kampung Sri Jaya 遭武装入侵者伏击身亡。另有六名入侵者在此次事件中丧生。警方仍在调查该组织是否与苏禄苏丹国的追随者有任何联系。此前，同一天早上7点，一名入侵者被村民殴打致死。
苏丹基兰三世秘书长亚伯拉罕·伊吉拉尼表示，暴力事件起因于马来西亚警方搜查一名涉嫌窝藏入侵者的菲律宾非法移民的住所。最终，伊玛目·马斯及其四个儿子被发现窝藏了苏丹的亲戚——也就是该地区的入侵者——后被杀害。

### 库纳克出现武装人员
据警察总监伊斯梅尔·奥马尔称，共有10名被认为与入侵军队有关联的人员被发现进入拉哈达图和仙本那之间的库纳克的 Kampung Lormalong 和 Kampung Dasar Lama 地区。

### 增加安保人员
马来西亚政府已开始将警察和军事人员的数量增加一倍，并调动了皇家马来军团的军官。此外，还从马来半岛派遣了7个ATM营和从砂拉越派遣了1个PGA营来加强安全保障。

### 战斗机和轰炸机交付
2013年3月5日，马来西亚派出3架F/A-18 大黄蜂战机和 5 架鹰式战斗机 于上午7点对据信是阿比穆丁·基兰追随者藏身之处的地区进行空袭。《每日新闻》报道称，已发现约 30 名袭击者的尸体。其中一人被击毙。迄今为止，已确认67名袭击者死亡。另有 149人被捕。

### 摩洛民族解放阵线的反应
News5独家报道称，部分摩洛民族解放阵线（MNLF）成员正在苏禄省霍洛岛接受训练，准备执行营救沙巴菲律宾人的任务。摩洛民族解放阵线前领导人努尔·米苏阿里表示，这些摩洛民族解放阵线成员与苏禄皇家安全部队没有任何关联，也与他们并无瓜葛。不过，苏禄省省长阿卜杜萨库尔·陈否认了努尔·米苏阿里指挥下的摩洛民族解放阵线战士前往沙巴的任何报道，他还否认有 1,000名摩洛民族解放阵线战士渗透到该州。此外，摩洛民族解放阵线（MNLF）主席穆斯利明·塞玛表示，他们尊重沙巴于1963年加入马来西亚的决定。 他还表示，他曾在1973年访问过沙巴，亲眼目睹了沙巴人民的欢乐心情，并补充说，他还有很多亲戚住在沙巴。

### 与MILF无关
菲律宾最大的分离主义组织摩洛伊斯兰解放阵线（MILF）主席穆拉德·易卜拉欣表示，MILF并未直接参与这场冲突。他还表示，这一问题需要通过吉隆坡和马尼拉政府来解决。

#### 刑事责任
拿笃入侵事件后，马来西亚警方援引《2012年安全罪行（特别措施）法》（该法是《内部安全法》的后续法案之一）逮捕了104名涉嫌与贾马鲁·基兰三世有关联的菲律宾人。其中包括几名使用假身份进入沙巴的基兰家族成员。 此外，还逮捕了111名苏禄恐怖分子，另有 8 人被控援引《刑法》第121条，罪名是向最高元首发动战争，在马来西亚，该罪名可判处死刑。

#### ESSCOM和ESSZONE的存在
此外，在此次危机之后，政府于 2013年3月7日设立了一个名为沙巴东部安全司令部（ESSCOM）的区域，以进一步加强沙巴东部的海上安全。几周后，首相 拿督斯里纳吉布于 2013年3月25日启动了一个名为沙巴东部安全区（ESSZONE）的区域。

## 经过
2013年2月12日，苏禄苏丹贾马鲁尔·基拉姆三世的弟弟阿茲穆迪·基拉姆率領逾百人携帶武器乘船从菲律宾南部进入当地警察於拿篤的甘榜丹道（Kamp峙，該地距離拿篤鎮約有150公里。
2013年3月於甘榜丹道交火。馬來西亞有2名警察丧生，蘇祿武裝人員。
2013年3月三世篤的蘇祿武裝人員立刻無條件投降。拿篤鎮民依警方勸告而留在室內，許多商店暫停營業，街道冷清。拿篤鎮11所中小學開始停課。在拿篤有3名蘇祿武裝人員被逮捕。當日稍晚，警方接到仙本那的Simunul的居民目擊武裝人員的通報，在搜索過程中又於Simunul發生槍戰。馬來西亞警方稱，在3月2日仙本那的槍戰中有6名馬來西亞警察及6名蘇祿武裝人員死亡。在古納縣（Kunak）也有人目擊武裝人員，警方也進行搜索。
2013年3月3日，媒體消息混亂，據報前一日仙本那的槍戰已造成有約1000名村民逃離。
2013年3月5日早晨，馬來西亞軍方開始從空中對蘇祿武裝人員發動攻擊並進行轟炸。菲律賓警方阻止了67名蘇祿蘇丹國的支持者企圖從菲律賓南部的塔威塔威省進入沙巴。菲律賓警方表示，這67人來自巴西蘭省與蘇祿省，但並無武裝。
2013年3月7日，蘇祿蘇丹宣佈單方面停火，並希望馬來西亞也停火。馬來西亞國防部長阿末扎希表示，除非對方無條件投降，否則不會接受停火的提議。馬來西亞警察總長Ismail Omar表示，3月6日至3月7日的交火中有31名蘇祿武裝人員死亡。
2013年3月12日，雙方在雙溪雅木（Sungai Nyamuk）發生交火，有1名馬來西亞軍人及3名蘇祿武裝人員死亡。

## 相关事件

### 马来西亚和菲律宾网站被毁
2013年3月3日，环球电信（Globe Telecom）网站遭黑客攻击，攻击者自称来自“马来西亚Cyb3r 4rmy”。该组织留言称：“不要入侵我们的国家，否则你将自食其果”。环球电信承认了此次黑客攻击，但声称没有敏感信息被盗。网站在中午前恢复正常。
为了报复，自称来自“匿名菲律宾”的黑客攻击了马来西亚的几个网站。他们警告马来西亚“停止攻击我们的网络空间！否则我们将攻击你们的网络世界！” 马来西亚斯坦福学院的网站遭到黑客攻击，首页被替换成一条注释：“是时候收回真正属于我们的东西了。沙巴属于菲律宾，你们非法宣称拥有它”。

### 谷歌搜索结果改变
2013年3月4日，在谷歌搜索“沙巴”一词，结果显示该地区维基百科条目的缓存版本。该条目称马来西亚对该州的控制是“非法的”，并且“事实上，（沙巴）是苏禄苏丹国的一部分”。谷歌马来西亚的一位发言人表示，他们知晓此事。

### 马来西亚大使馆抗议
2013年3月5日，约100名菲律宾人在马卡蒂的马来西亚大使馆前举行抗议活动。他们敦促马来西亚部分人也表示支持基拉姆的诉求。至少50名警察往该地区。由大使馆后来暂停营运。

### 政治动机指控
拉扎克试图评估反对党领袖安瓦尔·易卜拉欣是否参与其中。此前，菲律宾媒体报道称安瓦尔可能参与了此次入侵，并且他与摩洛民族解放阵线成员诺尔·米苏阿里在一起的照片开始流传。[ 104 ] [ 105 ]与此同时，安瓦尔对试图将他与入侵联系起来的国有报纸《马来西亚前锋报》和电视台TV3提起法律诉讼。 与此同时，马来西亚人民公正党副主席蔡添强声称，执政的马来民族统一机构(UMNO) 故意策划了这场危机，以恐吓沙巴人民，使他们支持执政联盟。蔡添强的指控遭到马来西亚公众的强烈抗议；安美嘉·斯里尼瓦桑 (Ambiga Sreenevasan)和赛夫丁·阿卜杜拉 (Saifuddin Abdullah)等公民和知名人士呼吁双方达成两党共识来解决这一问题。
2013 年大选前夕，菲律宾反对党参议员候选人指责阿基诺总统向基拉姆家族传递了不明确的信息。他们还说，总统因“背叛公众信任”而面临弹劾的危险。 与此同时，阿基诺总统指责前格洛丽亚·马卡帕加尔·阿罗约政府中未透露姓名的成员是阴谋家；但阿基诺由于缺乏证据而没有透露任何人的名字。基拉姆的女儿杰塞尔公主要求阿基诺证明他的指控。前国家安全顾问诺伯托·冈萨雷斯否认他就是阿基诺所指控的人。 在2007 年参议院选举中，贾马鲁尔·基拉姆三世在阿罗约的团结团队领导下竞选参议员失败。

### 马来西亚陆军使用商用飞机
3月5日，亚航航班动用亚洲航空的航班将军队运送到沙巴。随后，网上引发了一场争论，争论的焦点是此举究竟凸显了马来西亚航空公司的爱国主义精神，还是军方资源的匮乏。一些马来西亚人质疑，为何政府不出动其C-130大力神运输机队。另一些人则称赞亚洲航空的援助努力。国防部表示，动用亚洲航空只是权宜之计。马来西亚国防部长扎希德·哈米迪指出，每架马来西亚皇家空军的C-130大力神运输机只能搭载90名士兵，而亚洲航空的喷气式飞机每架可搭载多达200名士兵。马来西亚国防部指出，租用民用喷气式客机在其他国家是一种常见的做法，包括北约国家。

### 菲律宾大使馆集会
2013年3月8日，马来西亚民众在吉隆坡菲律宾大使馆外集会。这场名为“鲜花行动”（ Ops Bunga ）的活动鼓励参与者在大使馆门口献花，以表达马来西亚公众对在马菲律宾侨民的声援。组织者还呼吁人们为在冲突中牺牲的马来西亚安全官员祈祷。

### 警察暴力指控
2013 年 3 月 10 日，有报道称马来西亚警方在镇压疑似基拉姆三世支持者时使用了暴力，导致大批菲律宾人从沙巴逃往苏禄。一名难民表示，马来西亚警方开枪打死了许多菲律宾平民，无论他们是否持有大马卡 (MyKad)，并拘留了许多人。据称，被拘留者没有得到妥善对待。一名马来西亚皇家警察官员否认了这些指控。

### 摩洛民族解放阵线对警察暴力的反应
News5的报道称，一些摩洛民族解放阵线(MNLF) 成员正在苏禄省霍洛岛接受训练，准备执行一项拯救沙巴受虐待菲律宾人的任务。前 MNLF 领导人Nur Misuari声称，这些 MNLF 成员不是苏禄皇家安全部队的成员，也不是其盟友。苏禄省省长Abdusakur Tan否认了 Nur Misuari 领导的 MNLF 战士前往沙巴的报道。他还否认有 1,000 名 MNLF 战士潜入该州。据 MNLF 主席 Muslimin Sema 称，他们尊重沙巴于 1963 年加入马来西亚的决定。他还表示，他曾于 1973 年访问过沙巴，目睹了那里人民的热情，并补充说他在那里有很多亲戚。

## 審訊
2017年6月，9名因參與本次衝突而在2016年被判處終身監禁的菲律賓人被馬來西亞上訴法庭改判死刑。

## 影响
此次事件后，马来西亚停止支付自187付5300令吉割让金给苏禄苏丹继承人的割让协议。

## 傷亡軍警人員列表

### 殉職列表

#### 警察
| 等級與姓名                                                     | 年齡             | 死因                                           | 获得追贈的勳章與等級                                                                                             |
| 69 特種部隊 成員                                               | 69 特種部隊 成員 | 69 特種部隊 成員                               | 69 特種部隊 成員                                                                                                 |
| -------------------------------------------------------------- | ---------------- | ---------------------------------------------- | --- |
| 警長 Inspektor G/17992 Zulkifli Bin Mamat                      | 29               | 在Tanduo村莊首場槍戰中被武裝份子近距離開槍殉職 | - 英勇將領星章 - 國家主權獎章 Pingat Kedaulatan Negara - 助理警監 Asisten Superintenden Polis                    |
| 伍長 Koperal 113088 Sabaruddin Bin Daud                        | 47               | 在 Tanduo 村莊首場槍戰中殉職                   | - 英勇將領星章 Panglima Gagah Berani - 國家主權獎章 Pingat Kedaulatan Negara - 曹長 Sarjan                       |
| 警察政治部成員                                                 |                  |                                                | |
| 警監 Superintenden Polis G/10768 Ibrahim Bin Lebar             | 52               | 在仙本那被敌方伏擊殉職                         | - 英勇將領星章 Panglima Gagah Berani - 國家主權獎章 Pingat Kedaulatan Negara - 助理總監 Asisten Komisioner Polis |
| 助理警監 Asisten Superintenden Polis G/15053 Michael s/o Padel | 36               | 在仙本那被敌方伏擊殉職                         | - 英勇將領星章 Panglima Gagah Berani - 國家主權獎章 Pingat Kedaulatan Negara - 副警監 Deputi Superintenden Polis |
| 曹長 Sarjan 110204 Baharin Bin Hamit                           | 49               | 在仙本那被敌方伏擊殉職                         | - 英勇將領星章 Panglima Gagah Berani - 國家主權獎章 Pingat Kedaulatan Negara - 高級曹長 Sarjan Mejar             |
| 第14營普通行動組成員                                           |                  |                                                | |
| 曹長 Sarjan 124082 Abd Aziz Bin Sarikon                        | 48               | 在仙本那被敌方伏擊殉職                         | - 英勇將領星章 Panglima Gagah Berani - 國家主權獎章 Pingat Kedaulatan Negara - 高級曹長 Sarjan Mejar             |
| 一巡伍長 Lans Koperal 160475 Mohd Azrul Bin Tukiran            | 27               | 在仙本那被敌方伏擊殉職                         | - 英勇將領星章 Panglima Gagah Berani - 國家主權獎章 Pingat Kedaulatan Negara - 伍長 Koperal                      |
| 沙巴斗湖警區總部警員                                           |                  |                                                | |
| 伍長 Koperal S/12675 Salam Bin Togiran                         | 42               | 在仙本那被敌方伏擊殉職                         | - 英勇將領星章 Panglima Gagah Berani - 國家主權獎章 Pingat Kedaulatan Negara - 曹長 Sarjan                       |

#### 陸軍
| 等級與姓名                            | 年齡         | 死因                         | 獲得追贈的獎章與等級                                   |
| 皇家馬來軍團                          | 皇家馬來軍團 | 皇家馬來軍團                 | 皇家馬來軍團                                           |
| ------------------------------------- | ------------ | ---------------------------- | ------------------------------------------------------ |
| 等兵 Prebet Ahmad Hurairah Bin Ismail | 24           | 在行動中被敌方狙擊殉職       | - 國家主權獎章 Pingat Kedaulatan Negara - 下士 Koperal |
| 等兵 Prebet Ahmad Farhan Bin Ruslan   | –            | 在行動中發生交通意外重傷殉職 | - 國家主權獎章 Pingat Kedaulatan Negara - 下士 Koperal |

### 受傷列表
| 等級與姓名                                            | 年齡           | 原因                         | 獲得頒發的勳章 |
| 69行動部隊成員                                        | 69行動部隊成員 | 69行動部隊成員               | 69行動部隊成員 |
| ----------------------------------------------------- | -------------- | ---------------------------- | --- |
| 伍長 Koperal Mohd Tarmizi Bin Hashim                  | -              | 在Tanduo村莊首場槍戰中受傷   | - 英勇將領星章 - 國家主權獎章 Pingat Kedaulatan Negara                                                               |
| 伍長 Koperal Azman Bin Ampong                         | -              | 在Tanduo村莊首場槍戰中受傷   | - 英勇將領星章 Panglima Gagah Berani - 國家主權獎章 Pingat Kedaulatan Negara                                         |
| 普通警員 Konstabel Mohamed Qaiyum Aiqal Bin Zolkifli  | 23             | 在Tanduo村莊首場槍戰中受傷   | - 英勇將領星章 Panglima Gagah Berani - 國家主權獎章 Pingat Kedaulatan Negara                                         |
| 警察政治部成員                                        |                |                              | |
| 助理警監 Asisten Superintenden Polis Hasnal Bin Jamil | 30             | 在仙本那行動中被敵方伏擊受傷 | - 英勇將領星章 Panglima Gagah Berani - 吉打英勇星章 Bintang Keberanian Kedah - 國家主權獎章 Pingat Kedaulatan Negara |

## 反应
- 美国——美国驻菲律宾大使哈里·K·托马斯表示，马尼拉和吉隆坡可以就此问题展开合作。他还补充说，两国政府将坐下来讨论，并表示这场冲突可以在不流血的情况下得到解决。美国也对2012年《邦萨摩洛框架协议》表示欢迎。

- ——文莱皇家陆军少将阿米努丁·伊赫桑也表示希望沙巴危机能够和平解决。

- 菲律賓——菲律宾外交部长阿尔伯特·德尔·罗萨里奥向马来西亚当局寻求保证，“已成为沙巴永久居民并可能身处这些群体之中的”菲律宾人的权利将得到尊重。他还敦促菲律宾人“返回家园，与家人团聚”。他还澄清说，菲律宾团体的行动并未得到菲律宾政府的批准。

- 印度尼西亞——印尼总统苏西洛·班邦·尤多约诺发表声明，呼吁通过外交途径解决危机。他表示：“我将在近期继续采取外交途径，因为（如果事件继续下去）这样做并不好。（但）这并不意味着印尼会干涉马来西亚的内政。不会。” 苏西洛还对这场已造成多人死亡的冲突表示担忧，并希望双方能够找到和平解决方案。

- 马来西亚——首相拿督斯里纳吉布·敦拉扎克表示，基兰教信徒在沙巴停留的时间越长，他们的处境就越危险。他表示，该组织“必须认识到，他们所作所为是非常严重的罪行，我希望他们能够接受建议，尽快和平离开这里”。他还向沙巴人民保证，该州的安全和主权将得到保护。
- 联合国——联合国秘书长 潘基文呼吁各方结束沙巴冲突。他还敦促各方开展对话，和平解决局势。

### 旅行建议
- ——外交贸易部已建议其公民不要前往沙巴东海岸以及附近的岛屿和潜水地点。该部门表示，公民在沙巴其他地区应保持谨慎，并补充说，他们将“继续建议在沙巴的澳大利亚公民遵守马来西亚全国的安全措施”。

- 美国——2013年3月1日，美国驻吉隆坡大使馆表示，“建议美国公民今后避免前往拉哈达图地区，并建议其公民关注媒体有关持续暴力事件的报道”。3月4日，美国发布了更详细的信息，包括针对“从沙巴南部大部分地区东端延伸至印尼边境的沿海地区（包括拉哈达图、库纳克、仙本那和斗湖等城镇）的美国公民的预防措施和旅行建议”。
- 香港——2013年3月5日，保安局发布“黄色”旅游警告，建议计划前往沙巴以及已在沙巴的香港居民提高警惕，并密切关注局势发展。香港居民也被建议避免前往拿笃、古纳和仙本那。

- 德国——德国外交部于2013年3月3日发布旅行警告，指出沙巴东部地区存在安全风险。德国外交部建议其公民“避免前往斗湖、仙本那、库纳、拿笃、京那巴当岸和山打根等地区进行所有非必要旅行”。

- 加拿大——加拿大建议其公民避免前往沙巴东部，特别是拿笃、库纳克、仙本那和斗湖等城镇，以及附近的岛屿和潜水地点，包括西巴丹岛。加拿大敦促已在该地区的公民尽快撤离，并持续关注事态发展，并遵守马来西亚当地政府的命令。

- 新西兰——外交贸易部表示，“在远离沙巴东部主要城镇的沿海地区、近海岛屿和潜水地点（例如从北部的古达到斗湖的整个海岸），新西兰公民的安全面临很高的风险”。建议希望前往沙巴旅游和居住的新西兰公民向外交贸易部登记个人信息。

- 波蘭——2013年3月4日，波兰外交部发布旅行警告，称“婆罗洲岛沙巴州东部，包括拿笃和仙本那地区，持续存在内乱和高水平恐怖主义威胁”。

- 新加坡——外交部建议前往沙巴东部的新加坡公民“务必遵循马来西亚安全部门的建议，照顾好自己，通过当地新闻关注事态发展，并避免前往拿笃、库纳克和仙本那”。

- 中華民國——鉴于沙巴州发生多起事件，外交部已将沙巴州的旅游警告级别从正常级别提升至“黄色”。“黄色”旅游警告提醒公众前往受影响地区时应特别注意人身安全，并重新考虑前往这些地区的计划。

- 英国——外交及联邦事务部建议其公民“避免所有必要的旅行”，避免前往沙巴地区，即从拿笃到沙巴最东端的东部沿海地区，特别是连接拿笃和斗湖（途经库纳克地区）的南部和东部大部分地区。这包括仙本那及其附近的岛屿。外交及联邦事务部还建议目前在该地区的英国公民考虑尽快离开沙巴，并听从马来西亚当地警方的建议。